# Алп Ґерай
Алп Ґерай (крим. Alp Geray, آلپ كراى; помер після 1598 роки) — кримський калга (1578—1584), (1584—1588), син кримського хана Девлет I Ґерая і молодший брат Мехмед II Ґерая. Претендент на ханський престол в 1584 і 1588 роках.

## Біографія
Ханзаде Алп Ґерай брав участь в численних військових походах свого батька, кримського хана Девлета I Ґерая, проти Московського царства і Великого князівства Литовського.
У червні 1577 році після смерті хана Девлета I Ґерая на ханський престол в Бахчисараї вступив його старший син Мехмед II Ґерай, колишній калга (1555—1577 рр.). Новий хан призначив калгою свого брата Аділь Ґерая (1577—1578). Восени 1578 року калга-султан Аділь Ґерай очолив похід кримськотатарської армії в Закавказзі, де брав участь в ірано-османській війні. Під час військових дій Аділь Ґерай, не отримавши допомоги від османів, зазнав поразки від перської армії і був узятий в полон, де в наступному 1579 році був убитий.
У 1578 році після полону Аділя Ґерая, Мехмед II Ґерай передав своєму старшому синові Саадет Ґераю посаду калги. Це викликало невдоволення ханзаде Алпа Ґерая, молодшого брата Мехмеда II, який сам прагнув стати калгою. Згідно з давньою традицією, правом зайняти цю посаду мав наступний по старшинству брат хана (їм був Алп Ґерай). Однак хан Мехмед II Ґерай не хотів дотримуватися застарілих ординських традицій, бажаючи встановити в Криму успадкування престолу від старшого брата до молодшого, а від батька до сина. На сторону Алпа Ґерая встало багато впливових кримськотатарських беїв. У тому ж 1578 році Мехмед II Ґерай змушений був передати пост калги Алпу Ґераю, а для свого старшого сина Саадета Ґерая ввів посаду — нуреддін. Після цього випадку відносини між Мехмедом II Ґераєм і Алпом Ґераєм погіршилися.
У 1581 року хан Мехмед II Ґерай вирішив відправити Алпа Ґерая на чолі кримськотатарського війська за війну з Персією, але калга відмовився. Алп Ґерай разом з підтримали його братом Селямет Гераєм втік з Криму в ногайські кочовища. Не отримавши достатньої поддержкві в Великої Ногайської орді, Алп і Селямет Ґераї вирушили до Стамбула, щоб поскаржитися султану на хана Мехмеда II Герая. У дніпровських порогів брати були схоплені запорізькими козаками і доставлені до Черкас, звідки відправили послання до польського короля Стефана Баторія. Навесні 1582 року брати Алп і Селямет Ґераї були звільнені з полону і разом з посольством Речі Посполитої відправлені в Стамбул. Незабаром Мехмед II Ґерай примирився зі своїми братами Алпом і Селямет, які повернулися з Османської імперії до Криму.
У 1584 році османський уряд усунув від престолу Мехмеда II Ґерая і організувало каральний похід на Кримське ханство. З Закавказзя в Кафу прибув Осман паша з османським військом. На сторону османів перейшли калга Алп Ґерай і його молодші брати шакал Мубарек Ґерай і Селямет Ґерай. Осман-паша оголосив про позбавлення влади Мехмеда II Ґерая і передачі ханського престолу його братові Алпу Ґераю. Однак Мехмед II відмовився виконувати султанський указ, зібравши велике військо і блокував Кафу. Османський султан Мурада III призначив новим кримським ханом Ісляма II Ґерая та відправив його до Криму з великим військовим загоном. Після прибуття Ісляма Ґерая кримські беї зі своїми загонами покинули Мехмеда II Ґерая і перейшли на бік Ісляма. Мехмед II Ґерай з сім'єю і невеликим загоном прибічників втік з Криму, розраховуючи знайти притулок на Кубані, в Малій Ногайській орді. Калга Алп Ґерай з військовим загоном кинувся в погоню за своїм старшим братом, в околицях Перекопу наздогнав і задушив його. Новий кримський хан Іслям II Ґерай (1584—1588) залишив свого брата Алпа Ґерая на посаді калги.
У тому ж 1584 році Саадет Ґерай, старший син убитого Мехмеда II Ґерая, зробив великий похід на Кримське ханство. На чолі 15-тисячного ногайського війська Саадет Ґерай вступив до Криму і осадив Бахчисарай. Саадет Ґерай отримав підтримку великих беїв і захопив Бахчисарай, де вступив на ханський престол. Колишній хан Іслям II Ґерай і калга Алп Ґерай бігли в Кафу. Саадет II Ґерай займав ханський престол протягом двох місяців. Іслям II Ґерай звернувся за допомогою до Стамбулу, звідки султан Мурад III надіслав в Кафу велике військо. У битві в долині річки Індол Алп Ґерай на чолі османського війська розгромив татарсько-ногайську кінноту. Саадет II Ґерай змушений був тікати з Криму в ногайські кочовища. У наступному 1585 році Саадет Ґерай з ногайцями зробив другий похід на Кримське ханство. Однак калга Алп Ґерай із зібраним військом зустрів племінника, відбив його вторгнення, вигнав його за межі Криму і переслідував до Сіверського Дінця.
Влітку 1587 року калга Алп Ґерай разом з молодшим братом Селямет Ґераєм зробив набіг на південні московські володіння. 40-тисячне кримське військо, під проводом ханзаде Алпа і Селямета, по кальміуському шляу вступило в прикордонні московські володіння. Царський уряд зосередило великі сили під Тулою, але кримські татари не стали просуватися вглиб московських володінь. Ханзаде обложили, захопили і спалили фортецю Кропивна. Московська рать з Тули виступила проти татар, які стали спішно відступати в степ. В ході переслідування московські воєводи наздогнали і знищили більшу частину татарських «загонів», які не встигли з'єднатися з головними силами. У боях загинуло близько 30 тисяч кримчаків і ногайців, 2 тисячі було взято в полон.
У 1588 році після смерті хана Іслам II Ґерая, калга Алп Ґерай вдруге претендував на ханський престол. Однак османський султан Мурад III призначив новим ханом Гази II Ґерая (1588—1607), одного з братів Алпа Ґерая. Сам Алп Ґерай позбувся посади калги і спішно втік з Криму в Стамбул. Помер в Османській імперії.